# Copoi ardelenesc
Copoiul ardelenesc este un câine de vânătoare de origine maghiară, din categoria copoi, limier; grupul VI., secțiunea 1.2, -după sistemul FCI de clasificare a raselor canine.

## Denumiri
- În latină Canis familiaris sagax braco Transylvanicus.
- Denumiri oficiale FCI: Hungarian hound; Transylvanian scenthound; Erdélyi kopó.
- Alte denumiri internaționale: Sabueso Húngaro, Ungarische Bracke, Chien courant de Transilvanie, Transylvanian bracke, Siebenbürgenbracke, Transylvanischer Laufhund, Siebenbürgischer Laufhund, Copoi ardelenesc.

## Istoric
Rezultatele unor cercetări istorico-arheologice  atestă că, la stabilirea lor în bazinul panonic, ungurii au adus cu sine, în afară de ogari și câini ciobănești, o rasă de copoi. Potrivit unor cercetători (J. Matolcsi, A. Standeisky), acest copoi ar proveni din încrucișări în Rusia între rase "fino-ugrice" (de tip Laika) și rase de câini central-asiatici, aduși de popoare turcice. Din aceste încrucișări provine și bracul rusesc (numit și copoiul tătar sau de Kostroma , lângă Iaroslavl: ruskaia gonceaia, tatarskaia gonceaia, kostromskaia gonceaia), din regiunile de la Volga și Kama, ale Rusiei (regiuni din care au provenit triburile protomaghiare și în care vestigiile arheologice atestă pentru mileniul I vânătoarea călare și cu câini).
Bracii de tip rus, probabil aduși de triburile ungare imigrate din Ucraina în Pannonia (sec. IX-X), pare să fi fost încrucișată apoi cu copoiul celtic (Canis segusius), răspândit în regiunea bazinului panonic, sau cu urmași ai lui, între care și copoiul pannonic. Potrivit unor cercetători (de exemplu, biologul Tamás Fodor (biolog), copoiul celtic este strămoșul raselor de copoi din zona Alpilor estici (Austria) și din Europa de sud-est (de ex. bracul istrian, Serbian hound = Balkanski gonič, bracul grecesc Hellinikos ichnilatis) și în același timp strămoșul rasei vișlă (maghiară).
Denumirea maghiară kopó („copoi”) a apărut prima oară în documentele oficiale maghiare medievale, redactate în limba latină. O diplomă emisă în 1237 la Pannonhalma conține referirea: Vdornici de uilla Borost quorum nomina Itol Copou. 
Atestări în alte diplome: 1240, Quorum nomina sunt hec Copo Bene Ceke; 1293, Iwau Leseu Kopou Nuzo Nertheu Lukeu et Thuzon servientes (denumiri ocupaționale: Ivó, Leső, Nyúzó, Lükő és Thuzon); 1399, Thomam dictura Kopó; 1422, Dominico Kopó (nume de familie); 1492, Vrbanus Kopo. In 1752, kopó. Se presupune că termenul este derivat din cuvinte care în maghiară au sensurile "a prinde, a capt(ur)a, a înhăța, a apuca" (kopó, kapó, kapni; vadat elkapó "care apucă vânatul").
Primele ilustrații se află în Codex Albensis, redactat la Székesfehérvár în anii 1100-1120: copoi cu iepure; în miniaturi colorate din Chronicon pictum vindobonense (1374-1376): copoi în diferite culori. Și o miniatură dintr-un codex (sec. al XV-lea) care îl prezintă pe regele Sigismund de Luxemburg cu un copoi în fața tronului.

Pe o cupă de argint gravată din Transilvania (sec. al XVII-lea) sunt reprezentați doi copoi la o vânătoare de urși. Familiile Rákóczi și Zrínyi aveau cel mai bun tip de copoi, supranumit unguresc negru. Potrivit izvoarelor istorice, și principele György Rákóczi I avea ogari și copoi renumiți. Curțile nobiliare din Transilvania posedau numeroși câini de vânătoare. Lângă curțile nobiliare erau construite dependințe pentru copoi și crescători. Denumirea latină a ocupației era canifer. Multe localități în care erau staționați caniferii regelui și ai altor aristocrați au nume după rasa canină respectivă: Kopó (satul copoierilor), Agárdi (satul ogarilor), Ebesfalva (satul câinilor), Abosfalva (satul câinilor) Peszér (canifer), Vizslás (satul vișlelor) etc. Paznicii de câini și copoierii contelui István Thököly, în anul 1666, vânau în jurul localității Késmárk (Kežmarok (astăzi Slovacia) cu ogari, vișle și copoi. Principele transilvănean, Mihály Apafi I, avea 54 de vișle, 83 de copoi, 125 de ogari; aristocratul József Bornemissza, în secolul al 18-lea, avea 80 de copoi și 25 de ogari. Mare vânător, scriitor și crescător de copoi a fost contele ardelean Sándor Újfalvi (1792 – 1866). O pictură cu scenă de vânătoare, realizată de artistul plastic György Vastagh (1834-1922), din anii 1860, îl înfățișează pe Újfalvi călare, având alături doi copoi și un mistreț răpus; într-un alt tablou, pictorul l-a imortalizat pe conte alături de doi copoi și un urs vânat.

Contele Újfalvi Sándor cu copoi și mistreț (sec. XIX.)

Contele Újfalvi Sándor călare cu varietăți de copoi și urs in. Vadász és Versenylap. Budapesta 1863.

Prima descriere a acestei rase îi aparține lui Dénes Pák, în lucrarea Știința vânătoarei (1829). 
Avea mai multe denumiri: până în 1729 era numit copoi unguresc și copoi de pădure (erdei kopó), copoi roșcat (vörös kopó), copoi ardelenesc cu picioare lungi și cu picioare scurte, copoi unguresc negru etc. Schimbările structurale din Ungaria în sec. XIX., desecările, diminuarea suprafețelor silvice au restrâns vânătoarea cu copoi din zonele montane ale Transilvaniei și Slovaciei.
Prima înregistrare oficială datează din 1886 într-o monografie dedicată originii raselor de câini din Ungaria, cu denumirea magyar kopó (copoi maghiar).
În 1899 a fost înființată Asociația Chinologică Maghiară. Până în 1944, înregistrarea copoilor o făcea Magyar Vizsla Klub (Clubul Vișlei Maghiare).
În Ardealul de Nord, în anii 1940, acest copoi a făcut parte din dotarea unităților de jandarmi ("jandarmi cu pană de cocoș" la pălărie), ceea ce, în perioada postbelică, a fost defavorabil pentru renumele acestei rase. În legile referitoare la vânătoare apărute în România în anii 1921, 1932, 1947, rasa a fost declarată "fiară răpitoare" (Legea din 1947/2, art. 8, alin. j), această rasă fiind pe cale de dispariție. Între anii 1944 și 1969 nu a fost înregistrat niciun cuib. Potrivit evidențelor FCI, rasa s-a stins total. Totuși în mâna vânătorilori țărani au mai rămas câteva exemplare.
În anii 1960 Lajos Győrffy, medic veterinar al Federației Maghiare a Vânătorilor, și biologul Tamás Fodor au căutat în Ungaria exemplare pursânge pentru revitalizarea rasei. Au căutat și în Transilvania. Prin ing. Imre Bogdán și mai ales prin dr. László Bodor, medic în Sighet au ajuns la Petru Nistor din aceeași localitate, care avea 7-8 copoi ardelenești rasă pură. De la el au fost cumpărați doi căței și duși la grădina zoologică din Budapesta. Ulterior au găsit și alți copoi ardelenești de rasă pură. De exemplu, cu ajutorul doctorilor Attila Kelemen și Géza Bóka au găsit în 1962-1963 exemplare la Jeica, Bistrița-Năsăud. Așa a început revitalizarea rasei, coordonată de dr. Csaba Anghi și dr. Ákos Szederjei.
În 1966, FCI a recunoscut oficial rasa cu numărul de standard 240/a, iar în 1968 i l-a schimbat: 241. Standardul a suferit modificări ulterioare, dar de fiecare dată se vorbea de două varietăți.

Copoi ardelenesc „Filko”, 1901, în revista Waidmannsheil

În 2004 guvernul Ungariei a declarat patrimoniu național rasele considerate a fi de origine maghiară, între care și copoiul ardelenesc (Decizia OGY, anexa 32/2004 (IV. 19)). 
Cea mai detaliată descriere a rasei, din secolul al XIX-lea, se datorează ornitologului și vânătorului brașovean Ede Czynk (1851 - 1899). Întru-un articol în limba germană, cu titlul Die Siebenbürger Bracke (Bracul transilvănean), apărut post-mortem în 1901 pe paginile revistei germane de vânătoare Waidmannsheil!, el afirma:
„...domnii de la țară organizau vânători bine concepute, ce durau mai multe zile, chiar săptămâni, cu participarea iobagilor, la care întotdeauna erau folosiți și câțiva copoi ținuți în lesă, care fie că au scotocit vânatul, fie că au fost hărțuiți de oameni, au gonit în fața pușcașilor. Tatăl meu, care s-a născut în 1798, chiar și la vârsta de 84 de ani abia dacă avea fire de păr alb, povestea că bunicul — care a trăit 89 de ani — în tinerețe a vânat zimbru în munții Ghurghiului. La asemenea vânători un rol fundamental îl aveau copoii dârji, puternici, care au mânau zimbrul uriaș, aducând-ul în bătaia puștii sau îl opreau. Ne aducem aminte atât bunicul meu, cât și tatăl meu și eu că de fiecare dată s-a întâmplat la fel. Cu circa 40-50 de ani mai înainte, în schimburile comerciale cu Levant au ajuns în țară și câini străini, dar aceștia n-au putut rezista în comparație cu bine stabilizata rasă, numită bracul ardelean. Copoii noștri s-au răspândit în tot Ardealul. Atât vânătorii orășeni, domnești, cât și cei de rând îl folosesc și în prezent. Găsim în mod deosebit copoi de foarte bună calitate în zonele montane, păduroase pe întinderea cea mai mare a țării. Câinii sunt numiți în general "Jagdhund" (câine de vânătoare) sau "brackirer" (mânător), mai rar "Bracke" (brac). Maghiarii-secui îl numesc "kopó", de aici vine în limba română denumirea de "copoi". Sașii din Transilvania îl numesc la fel "Jochtangd " (Jagdhund), dar denumirile Kapo sau Kopó le folosesc mai des. Cele din urmă denumiri au fost preluate de la secui și de români (...).”

## Caracteristici principale

Györgyi-Giergl Alajos: Vânătoare in muntii Gerecse, 1850? (Ungaria)

Caracteristicile copoiului sau bracului ardelenesc i s-au format în condiții specifice de climă, de relief și condițiilor de vânătoare. Este un gonitor-hărțuitor, cu excelente calități de a mâna și opri vânatul, dar poate fi folosit pentru căutare și alte sarcini tipice de limier. Având simțul olfactiv deosebit de dezvoltat, este capabil să caute perseverent pe urme reci dar și proaspete, chefnește (latră scurt) caracteristic, iar în timpul goanei latră pe un ton înalt, răsunător, ce poate fi auzit de la mari distanțe. În timpul vânătorii, răpitoarele cu păr de statură mai mică sunt prinse și sugrumate, vânatul mare este mânat și oprit. Latră persistent vânatul oprit sau rănit. Mână și oprește excelent. Simțul mirosului este dezvoltat. Caută perseverent pe urmă rece, pe urmă proaspătă, lătratul scurt, intermitent, este caracteristic.  

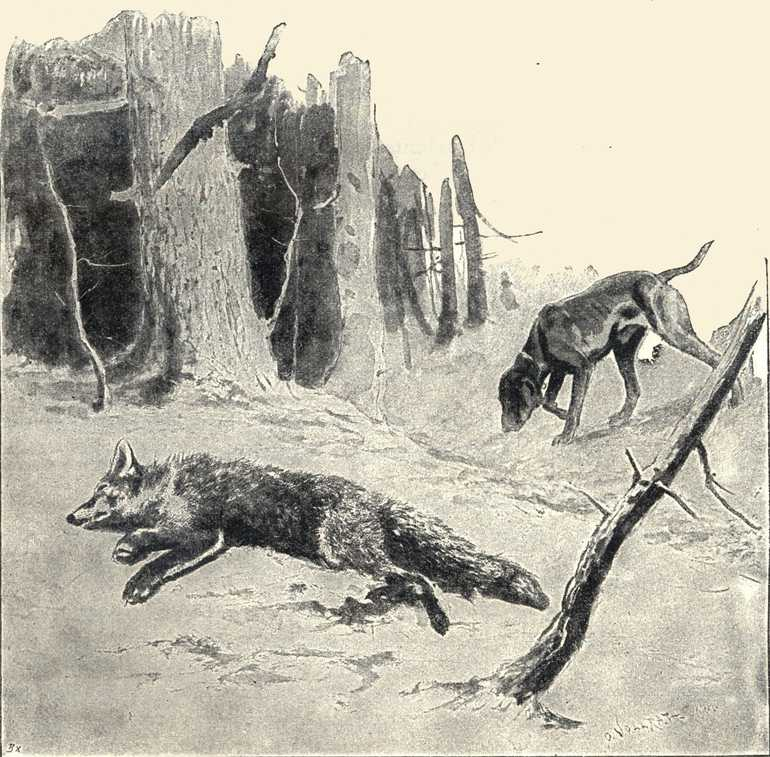
Copoi cu vulpe din 1868 (Ungaria)

Răpitoarele mai mici cu păr sunt sugrumate, vânatul mare mânat și oprit. Latră persistent vânatul oprit sau rănit. Lucrează individual și departe de conducătorul lui, cu ocazia unei vânători aleargă chiar și 80-100 km. Totdeauna se întoarce la locul de pornire. La munca lor caracteristică se folosesc haite mici compuse din trei-cinci copoi, dar lucrează și individual. În Europa sunt practicate două feluri de vânători cu copoi: în stil apusean și răsăritean. În vânătoarea apuseană, copoii prind vânatul, scopul principal fiind sportiv, de divertisment. Vânătoarea în stil răsăritean se desfășoară cu unul până la trei copoi. Scopul este stârnirea vânatului, care ziua nu se mișcă, și gonirea lui spre vânătorii la pândă, la trecători. Copoiul ardelenesc nu e bun pentru vânătoarea apuseană, în haită. Rasa e adecvată la ținerea urmei fără abatere și căutarea rapidă pe întinderi mari. 
Copoiul ardelenesc este un câine independent: de multe ori lucrează la kilometri de stăpânul său si trebuie să rezolve anumite situații. Însă dresarea este dificilă. Rănile serioase nu le sesizează, dar o apostrofare minimă îl afectează puternic, încât mai multe zile devine inutilizabil. Dacă este învățat cu îndemânare și răbdare, se poate ajunge la rezultate de calitate. Măsurile dure sunt contraindicate.

## Varietăți
Este prăsit în două varietăți. Una a copoiului ardelenesc cu picioare lungi, cealaltă cu picioare scurte. Cele două varietăți diferă la mărime, culoare și păr. Copoiul cu picioare lungi are înălțimea la greabăn de 55-65 cm, culoarea de bază este negru catifelat cu semne roșii-galbene închise și albe. Copoiul cu picioare scurte la greabăn are 45-50 cm, culoarea de bază roșcată, semne albe apar și la el. 
O descriere făcută de autorul Eduard Czynk în articolul de specialitate Die Siebenbürger Bracke (1901):
„Copoiul ardelenesc în general este ceva mai mare decât câinii de talie mijlocie, înălțimea medie la greabăn este de 60-65 cm. (…) Forma capului copoiului ardelenesc seamănă cu cel al copoiului austriac. Partea superioară a craniului este mai puțin rotunjită, linia de mijloc mai puțin pronunțată. Pielea de pe cap nu are riduri, buzele nu atârnă. Urechile de mărime mijlocie, trase peste ochi ajung peste ei. Pe la mijloc sunt mai lați, mai jos subțiinduse se rotunjesc. Mai sus, începând fară răsucire atârnă lângă cap. Ochii curați de mărime mijlocie, cu expresie binevoitoare la unii câini, au chiar o privire plăcută. Culoarea este gălbui-brună, rareori mai închisă. Gâtul cu salbă lungă are riduri. Spatele destul de lung are crupă teșită. Pieptul nu este foarte larg, mai mult adânc decât în formă de doage, burta puțin suptă. Coada lungă, puternică și uniformă, treptat se subțiază. De la mijloc până la vârf este încovoiată în sus, la mulți câini în timpul căutării ajunge aproape pe spate. Picioarele anterioare sunt drepte, articulația cotului nu iese în afară. Umerii sunt oblici. Picioarele posterioare: fesele nu sunt foarte dezvoltate, partea de jos bine alungită nu este îndoită. Din spate privit, nu are coate de vacă ci regulate. Nu la toți câinii apar gheare de lup. Unii vânători apreciază mai mult copoii născuți cu gheare de lup. Laba picioarelor este rotundă, bine închisă, degetele puternice, cu pernițe tari și gheare puternice. Părul mai aspru și scurt, deși mai lung decât la alte rase cu păr scurt (de ex. pointeri), este mai dur la pipăit, lucios, îndesat. Copoii cu păr lung sunt rari (...) Culoarea, în marea majoritate a cazurilor, este negru-catifelată cu semne galbene mai accentuate sau mai palide. Apreciați sunt câinii negri cu semne roșiatic-galbene, cu două puncte deasupra ochilor, cu aceeași culoare pe falcă și pe partea interioară a picioarelor, dar cu un alb curat pe piept. Negri curați, la care semnele galbene sunt de un maro închis sunt rare precum și cei suri-maro sau galbeni spălăciți, care chiar dacă sunt buni la lucru, denotă lipsă de rasă curată. Pe lângă copoi negri, sunt crescuți în număr destul de mare și copoi de culoare galben-maronie cu semne mai deschise și cu pată albă mai mică sau mai mare pe piept. In cazul ambelor culori deseori apare și laba picioarelor albă. In munți, mai ales la vănătorile de capre negre, sunt folosiți acești mai mici copoi roșiatici.”

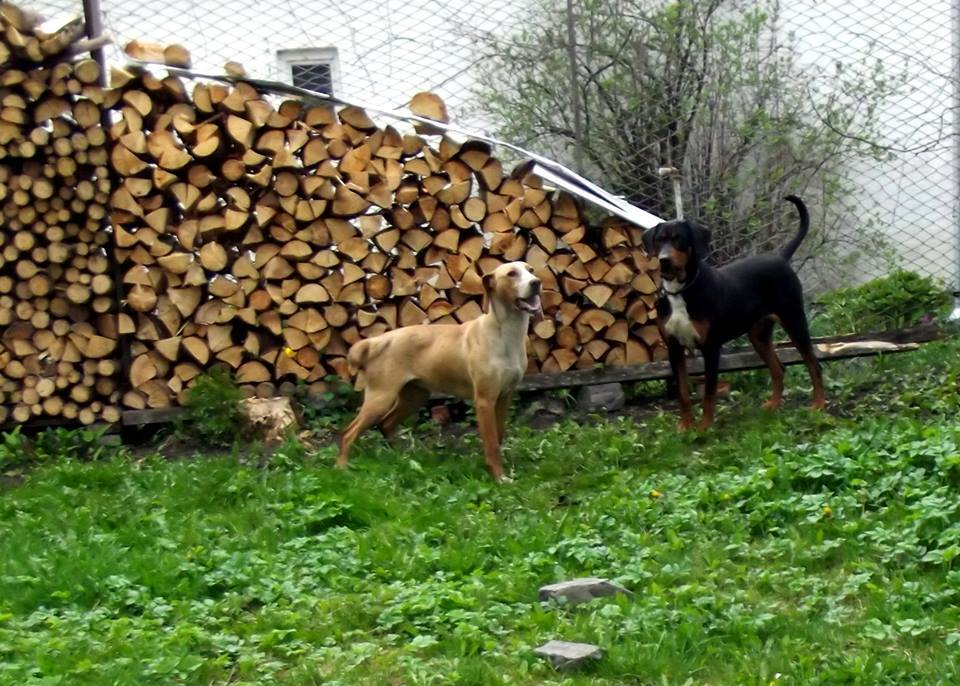
Varietăți

Copoi roșiatic pe un timbru poștal din 1971

În 1938 în revista Carpați nr. 2, autorul A. Popovici relatează: 
„În anul 1910 am avut ocazia sa-mi procur un căpău de rasă, de care pe atunci se mai găsea și le ziceam "căpău ardelenesc". (...) Avea pieptul lat, format admirabil, picioarele înalte caracteristice iutelui, spatele drept și o voce adâncă și puternică. Pe spate era negru, pe burtă și picioare galben închis, pieptul galben închis cu o stea albă în mijloc. Se numea Villám, pe românește Trăsnet [sic: Fulger].”
Ionel Pop (1889-1985), în anii 1930, tot în revista Carpați dădea detalii despre varietatea roșiatic cu picioare scurte: 
„Ardeleneștii erau câini ușori, cu trup zvelt, îmbinau o impresie de delicatețe cu profilul vânjos al mușchilor. Mai mici la stat decât copoii obișnuiți, aveau capul modelat fin, cu botul cam ascuțit, ochii brun închiși, cu o expresie de blândețe abia găsită la alte rase. Caracteristică le era culoarea părului neted: păr galben-roșiatic, unicolor, fără nicio nuanțare. Gulerul alb ca zăpada, dunga de pe frunte, uneori albul fluierelor picioarelor se tăia în margini precise, fără treceri. Albul de pe cap se întindea pe șaua botului, până la nasturele negru al nasului. Erau câini blânzi, foarte atașați omului și casei, deosebit de sprinteni în urmărirea vânatului, aveau nas excelent si de obicei vânau dând glas înalt, sonor.”

## FCI Standard Nr. 241 / 13.09.2000 / GB[20]
Standardul conform Federației Canine Internaționale (Fédération Cynologique Internationale):
Hungarian hound (câine de vânătoare unguresc) - Transylvanian scenthound (câine de vânătoare de urmă transilvănean) - Erdélyi kopó - (copoi ardelenesc)
Țara de origine: Ungaria
Nr. standard FCI: 241
Data publicării standardului: 6 aprilie 2000
Utilizare: copoi capabil să vâneze singur, la distanță mare de stăpân. Este în mod deosebit capabil să depună muncă de limier și să urmărească vânatul de talie mare. Când găsește o urmă proaspătă, dă glas pe ton plângăreț. Odată pornit pe urmă, glasul, sonor și cu tonalitate înaltă, se aude de la mare distanță. Harțuiește vânatul și îl îndreptă pe linia de tir. În general lucrează singur sau în cuplu.
Clasificare FCI: grupa  6 Copoi și rase înrudite, secțiunea 1.2: Copoi de talie medie. Cu probă de lucru.
Scurt istoric: Copoiul ardelenesc este o rasă veche ungurească, care a fost determinată de particularitățile speciale ale climatului, teritoriului și condițiilor de vânătoare. Perioada de glorie a trăit-o în Evul Mediu, într-un timp în care a fost câinele favorit de vânătoare al curților nobiliare. Datorită dezvoltărilor în agricultură și silvicultură, a fost trimis în trecut în pădurile greu accesibile, din munții Carpați. Ca rezultat al influenței condițiilor de teren, au evoluat două varietăți de copoi ardelenesc: varietatea cu picioare lungi și varietatea cu picioare scurte. Aceste două varietăți în general au fost păstrate împreună. Varietatea copoiului ardelenesc cu picioare lungi a fost folosită pentru vânat mare precum zimbrii și mai târziu urșii, porc mistreți și râșii, iar copoiul ardelenesc cu picioare scurte a fost folosit pentru a vânat mic precum vulpi și iepuri, pe teren deschis, și capra neagră în zone stâncoase. La începutul secolului XX, copoiul ardelenesc a fost pe cale de extincție, creșterea și selecționarea au fost reluate în 1968. În prezent, în afara Ungariei, are un fond important în Transilvania.
Aspect general: forma și portul capului, proporțiile, membrele puternice și musculoase, precum și inserția cozii corespund tipului de copoi din Europa centrală și de sud-est. Este vorba despre un brac de talie medie. Structura corporală a copoiului ardelenesc este adaptată pentru a ține urma pe distanțe lungi. Are constituție atletică. Osatura nu este nici grosolană, nici fină.

## Comparativ: rase din grupeleFCI6 și 2
(Selectiv)
Secția 1.2
- Copoi slovac Slovenský kopov/Słowacki gończy FCI 6/1.2/244
- brac austriac Brandlbracke FCI 6/1.2/63
- Brac istrian Istarski kratkodlaki gonič FCI 6/1.2/151
- Copoi sârb alias Brac balcanic Srpski gonič FCI 6/1.2/150
- Copoi sârb troboiaț Trobojac Arhivat în 23 decembrie 2011, la Wayback Machine. alias Srpski trobojni gonič FCI 6/1.2/229
- Copoi sârb de la Sava alias Posavski gonič FCI 6/1.2/154
- Copoi de Muntenegru Crnogorski planinski gonič FCI 6/1.2/279
- Copoi grecesc Hellinikos ichnilatis FCI 6/1.2/214
- Gończy Polski (Polonia) FCI 6/1.2/354
- Copoi polonez/Ogar polski FCI 6/1.2/52)
- Schillerstövare (Suedia) FCI 6/1.2/131
- Hygenhund (Norvegia) FCI 6/1.2/266
- Haldenstøver (Norvegia) FCI 6/1.2/267
- Copoi finlandez Suomenajokoira, [nefuncțională]
 FCI 6/1.2/51
- Poitevin (Franța) FCI 6/1.2/24
- Ariégeois  (Franța) FCI 6/1.2/20
- Chien d'Artois [nefuncțională]
 (Franța) FCI 6/1.2/28
- Copoi spaniol Sabueso español FCI 6/1.2/204
- Copoi italian cu păr scurt Segucio italiano a pelo raso FCI 6/1.2/337
- Copoi elvețian de Lucerna Luzerner Laufhund FCI 6/1.2/59
- Copoi elvețian de Schwyz Schwyzer Laufhund FCI 6/1.2/59
- Copoi elvețian jurasic Jura-Laufhund FCI 6/1.2/59

Secția 1.1
- Copoi Hamilton Hamiltonstövare FCI 6/1.1/132
- Baset albastru de Gasconia Basset bleu de Gascogne FCI 6/1.1/35
- Black and tan coonhound (SUA) FCI 6/1.1/300
- Bloodhound, chien de St. Hubert (Franța și Belgia) FCI 6/1.1/84

Secția 1.3
- Brac german  FCI 6/1.3/299

Secția 2
- Copoi hanoveran [Hannoverscher Schweißhund] FCI 6/2/213
- Copoi bavarez de munte bayerischer Gebirgsschweißhund FCI 6/2/217

Secția 3
- Copoi dalmațian, Dalmatinac un exemplar ceacâr (Croația) FCI 6/3/153

### Comparativ: rase nerecunoscute de Federația Chinologică Internațională
- Copoi maghiar din Turcia = Macar Kopoy [21]
- Copoi rus de Kostroma = Костромская гончая (kostromskaia), Русская гончая (ruskaia) Tатарская гончая Arhivat în 31 martie 2013, la Wayback Machine. (tatarskaia gonceaia), [nefuncțională – arhivă]
,  (strămoș: copoiul chinezesc) FCI 6/1.2/...
- Copoi eston, Eesti hagijas, Эстонская гончая (Estonskaia gonceaia) FCI 6/1.2/...

## Galerie poze

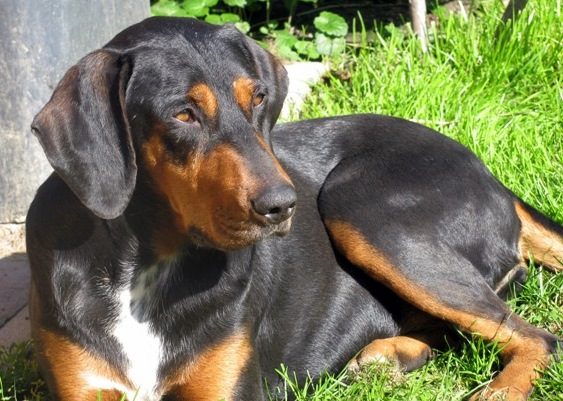

### În limba română
- Popovici, A.: Ceva despre cânele de mistreți, publicat  în revista Carpați, 1938
- Pop, Ionel: Tusi,  în revista Carpați, 1933-1948
- Puicin, Laurențiu Florin: Considerații istorice cu privire la originea raselor de câini ciobănești românești

### În alte limbi
- hu Kovács, Ágnes: Az erdélyi kopó alkalmazása a magyar vadgazdálkodásban (Utilizarea copoiului ardelenesc în gospodărirea fondului cinegetic maghiar), 2001/5.
- de   Czynk, Eduard ("Ede"): Die Siebenbürger Bracke (Bracul transilvănean), în revista de vânătoare: Waidmannsheil! nr. 3-4, Berlin, 1901.
- hu  Matolcsi, János, Állattartás Öseink Korában (Creșterea animalelor în epoca strămoșilor noștri), Budapesta Editura Gondolat, Budapesta, 1982. Recenzie în: Archaeo-zoology: Eastern Europe[nefuncțională]
.
- hu  Bolyky, Miklós: Vadászati jegyzetek Thököly István idejéből (Note cinegetice din epoca lui István Thököly),  Vadászörömök – vadászörökségünk (Plăceri vânătorești-tradiții vânătorești). Ediție coordonată de Árpád Motesiky, 2004.
- hu  Tóth, Zoltán: Az erdélyi kopó (Copoiul ardelenesc), articol în: Hunor vadászkönyv (Cartea de vânătoare Hunor), pp. 185–189.
- hu  Gálfalvi, Gábor: Székelykeresztúr és vidéke vadászatának múltja és jelene,  (Trecutul și prezentul vânătorii din Cristurul Secuiesc și împrejurimi), Cristurul Secuiesc, 2003.
- hu  Kelemen, Atilla: Az erdélyi kopóról (Despre copoiul ardelenesc), interviu, în revista de vânătoare: Nimród, 1999.
- hu  Szamota, Istvan și Zolnai, Gyula: Lexicon vocabulorum hungaricorum. Magyar oklevél-szótár , Budapesta, 1902-1906.
- hu  Standeisky, Andor: Hogyan vadásztak ugor-kori eleink? (Cum vânau înaintașii noștri ugri?), în enciclopedia Magyar néprajz / Gazdálkodás (Etnografie maghiară/Gospodărire), Editura Academiei Maghiare, Budapesta, 2001.
- hu  Krasznai Szomor, Péter: Erdélyi kopó (Copoiul ardelenesc), revista chinologică A kutya (Câinele), 1992
- hu  32/2004. (IV. 19.) OGY határozat Arhivat în 16 februarie 2005, la Wayback Machine. (Hotărârea Parlamentului Ungariei nr. 32 din 19 aprilie 2004)
- hu  Tőkés, Lóránt: Adalékok az erdélyi kopó történelméhez (Date la istoria copoiului ardelenesc) in: MEKK Szemelvények az Erdélyi kopóról (Fragmente despre copoiul ardelenesc) p. 41-49, Budapest, 2013. ISBN 978-963-08-6504-3